# 55838 Hagongda
55838 Hagongda este un asteroid din centura principală de asteroizi.

## Descriere
55838 Hagongda este un asteroid din centura principală de asteroizi. A fost descoperit pe 7 iunie 1996 la Xinglong în cadrul programului Beijing Schmidt CCD Asteroid Program. Asteroidul prezintă o orbită caracterizată de o semiaxă mare de 2,43 ua, o excentricitate de 0,20 și o înclinație de 6,9° în raport cu ecliptica.